# Lista dos gatos mais velhos do mundo
Esta lista de gatos mais velhos representa todos os gatos do mundo com idade mínima de 25 anos, conforme registros. A longevidade dos gatos se caracterizam pela raça, tamanho e alimentação.
Algumas das informações registradas aqui são aproximadas; outros são baseados em estimativas ou boatos. Poucos deles foram confirmados por qualquer agência especializada na área.

## Gatos mais velhos por idade
| Posição | Nome               | Nascimento              | Morte                  | Idade              | Raça                                               | Sexo  | País           | Ref                  | Notas |
| ------- | ------------------ | ----------------------- | ---------------------- | ------------------ | -------------------------------------------------- | ----- | -------------- | -------------------- | --- |
| 1       | Creme Puff         | 3 de agosto de 1967     | 6 de agosto de 2005    | 38 anos e 3 dias   | Gato malhado misto                                 | fêmea | Estados Unidos | [ 1 ] [ 2 ] [ 3 ]    | Mesmo dono de Grandpa Rexs Allen. |
| 2       | Baby               | 1970                    | março de 2008          | 38 anos            | Gato preto–Gato doméstico de pelo curto            | macho | Estados Unidos | [ 4 ] [ 5 ]          | |
| 3       | Puss               | 28 de novembro de 1903  | 29 de novembro de 1936 | 36 anos e 1 dia    | Gato malhado                                       | macho | Reino Unido    | [ 6 ]                | |
| 4       | Ma                 | maio–junho 1923         | 5 de novembro de 1957  | 34 anos e 5 meses  | Gato malhado–Gato doméstico de pelo curto          | fêmea | Reino Unido    | [ 7 ] [ 8 ]          | |
| 5       | Grandpa Rexs Allen | 1º de fevereiro de 1964 | 1º de abril de 1998    | 34 anos e 2 meses  | Sphynx–Devon rex                                   | macho | Estados Unidos | [ 9 ] [ 10 ] [ 11 ]  | Em 1996, teve sua idade registrada como 26 anos num artigo jornalístico. No entanto, dois anos mais tarde, após afirmar que a morte veio aos 33 anos, o dono alegou ter "calculado incorretamente". |
| 6       | Sarah              | março de 1982           | setembro de 2015       | 33 anos e 6 meses  |                                                    | fêmea | Nova Zelândia  | [ 13 ] [ 14 ]        | |
| 7       | Miez Maz           | 1979                    | fevereiro de 2012      | 33 anos            |                                                    | macho | Suíça          | [ 15 ]               | |
| 8       | Sasha              | 1986                    | 2019                   | 33 anos            | Gato escama de tartaruga                           | fêmea | Reino Unido    | [ 16 ]               | |
| 9       | Rubble             | maio de 1988            | julho de 2020          | 31 anos e 2 meses  | Maine Coon                                         | macho | Reino Unido    | [ 17 ]               | Fonte afirma que o gato morreu antes de completar 32 anos. |
| 10      | Nutmeg             | 1986                    | 29 de agosto de 2017   | 31 anos            | Gato malhado                                       | macho | Reino Unido    | [ 18 ] [ 19 ]        | |
| 11      | Kitty              | julho de 1957           | junho de 1989          | 31 anos e 11 meses | Gato preto–Gato doméstico de pelo curto            | fêmea | Reino Unido    | [ 20 ]               | Mãe felina mais velha a ser registrada; deu à luz duas ninhadas aos 30 anos. |
| 12      | Spike              | maio de 1970            | julho de 2001          | 31 anos e 2 meses  | Gato doméstico de pelo comprido (laranja e branco) | macho | Reino Unido    | [ 21 ] [ 22 ]        | |
| 13      | Toyger             | julho de 1988           | data desconhecida      | 34 anos            | Gato malhado laranja                               | macho | Estados Unidos | [ 23 ]               | |
| 14      | Whiskey            | 1.º de agosto de 1985   | 11 de setembro de 2015 | 30 anos e 41 dias  | Gato doméstico de pelo curto (preto e branco)      | macho | Reino Unido    | [ 24 ]               | |
| 15      | Henry              | março de 1986           | data desconhecida      | 37 anos            | Gato malhado                                       | macho | Reino Unido    | [ 25 ]               | |
| 16      | Scooter            | 26 de março de 1986     | abril de 2016          | 30 anos            | Siamês                                             | macho | Estados Unidos | [ 26 ]               | |
| 17      | Missan             | 1985                    | data desconhecida      | 38 anos            |                                                    | fêmea | Suécia         | [ 27 ]               | |
| 18      | Squeak             | 1987                    | data desconhecida      | 36 anos            | Gato de chita                                      | fêmea | Estados Unidos | [ 28 ] [ 29 ]        | |
| 19      | Cola               | novembro de 1985        | data desconhecida      | 38 anos            | Gato preto                                         | fêmea | Reino Unido    | [ 30 ]               | |
| 20      | Soot               | 1987                    | data desconhecida      | 36 anos            | Gato preto                                         | macho | Canadá         | [ 31 ]               | |
| 21      | Tattie             | 5 de maio de 1991       | data desconhecida      | 32 anos            | Gato de chita                                      | fêmea | Canadá         | [ 32 ] [ 33 ]        | |
| 22      | Tiffany Two        | 13 de março de 1988     | 22 de maio de 2015     | 27 anos e 70 dias  | Gato escama de tartaruga                           | fêmea | Estados Unidos | [ 34 ]               | |
| 23      | Wadsworth          | 6 de março de 1986      | data desconhecida      | 37 anos            | Gato doméstico de pelo curto (preto e branco)      | macho | Reino Unido    | [ 35 ]               | |
| 24      | Banjo              | 1989                    | data desconhecida      | 34 anos            |                                                    | macho | Reino Unido    | [ 36 ]               | Fonte indica que o ano de nascimento pode ter sido em 1991. |
| 25      | Kataleena Lady     | 11 de março de 1977     | data desconhecida      | 46 anos            | Birmanês                                           |       | Austrália      | [ 37 ] [ 38 ]        | |
| 26      | Corduroy           | 1 de agosto de 1989     | outubro de 2016        | 27 anos            | Gato malhado                                       | macho | Estados Unidos | [ 39 ] [ 40 ] [ 41 ] | 1990-03-00 |
| 27      | Tammy              | março de 1990           | data desconhecida      | 33 anos e 26 dias  | Gato doméstico de pelo comprido (preto e branco)   | fêmea | Reino Unido    |                      | |
| 28      | Hobo               | 1986                    | data desconhecida      | 37 anos            | Gato doméstico de pelo curto (branco)              | fêmea | Estados Unidos | [ 42 ]               | |